# The Sims 2: Nightlife
The Sims 2: Nightlife er en udvidelsespakke til computerspillet The Sims 2 fra Maxis. Nightlife føjer mulighed for at leve nattelivet i Sims ud.
Simmerne har nu også mulighed for at få deres egen bil.
| computerspil | Spire Denne computerspilsrelaterede artikel er en spire som bør udbygges. Du er velkommen til at hjælpe Wikipedia ved at udvide den. |

1. ↑  Navnet er anført på bokmål og stammer fra Wikidata hvor navnet endnu ikke findes på dansk.